# Rock radical basque

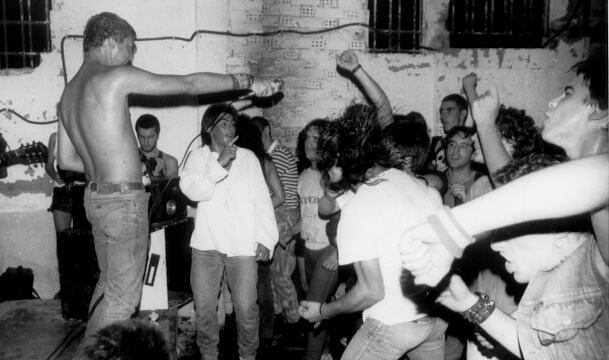
Concert de Cicatriz dans le gaztetxe de Fontarrabie.

Le rock radical basque est un mouvement musical ayant émergé au Pays basque sud vers le milieu des années 1980 et qui se terminera au début de la décennie suivante. Il réunissait principalement des groupes de différents styles musicaux comme le punk, le rock urbain, le ska ou le reggae, mais avec une influence très particulière du punk dans ses débuts qui faisait penser aux groupes comme les Sex Pistols, Ramones ou The Clash.
L'étiquette de « rock radical basque » apparaît en 1983 de la main de José Maris Blasco (ex manager de la Polla Records) et Marino Goñi (fondateur des compagnies discographiques Soñua et Oihuka), après un festival contre l'adhésion de l'Espagne à l'OTAN. Quelques groupes ont rejeté la désignation, certains pour des considérations commerciales, et d'autres au contraire à cause du mot « basque » alors qu'ils se revendiquent comme des apatrides,.
Les groupes du rock radical basque ou « RRV » (Rock Radical Vasco) étaient hébergés par de petits labels discographiques locaux et avaient leur propre circuit de concerts dans la zone, bien qu'ils aient aussi donné des concerts hors de leur cadre d'origine. Cette musique a pu être écoutée dans toute l'Espagne. Les formes de diffusion n'étaient pas classiques et les groupes se sont habituellement fait connaître dans les médias alternatifs : les gaztetxes (maisons de jeunes), les radios, les fanzines et dans la section culturelle du quotidien Egin, proche de l'indépendantisme basque, désormais interdit.

## Histoire

### Antécédents

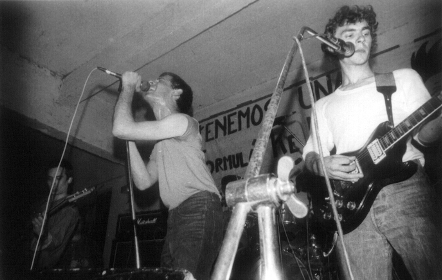
Vómito en concert.

La situation du Pays basque durant les années 1980 provoque un bouillon de culture de la chanson protestataire qu'interprétaient auparavant les chanteurs de folk comme Benito Lertxundi (chanteur basque né à Orio, (Guipuscoa) le 6 janvier 1942, considéré par certains comme un des plus importants chanteurs actuels de la musique populaire basque), Urko, Pantxo eta Peio, etc.
La crise économique déstructure la société basque, notamment les classes populaires liées à l'industrie et aux activités portuaires, avec des niveaux de chômage élevé et une perte de pouvoir d'achat de la population aggravée par l'accroissement de la natalité. La marginalité a particulièrement augmenté dans les faubourgs des zones industrielles et, avec elle, la consommation de drogues dures comme l'héroïne. La transition politique, due en partie au séparatisme de la gauche nationaliste basque, s'est ralentie en comparaison d'autres zones. Les campagnes terroristes d'une plus grande virulence d'ETA ont été réprimées par la création d'un plan appelé Zona Especial Norte (Zone Spéciale Nord ou ZEN) et au moyen d'activités de « terrorisme gouvernemental », accru avec l'apparition du GAL lorsque le PSOE accède au pouvoir en 1982.
Face à cette situation, les groupes de la gauche abertzale, groupée depuis 1978 autour de la coalition politique Herri Batasuna (HB) et le quotidien Egin, affinent leurs positions (Kortatu, Hertzainak, Barricada, etc.), pour se rapprocher de la jeunesse basque désenchantée. Bien que tous les groupes musicaux n'aient pas accepté ce « tutorat », certains d'entre eux se rebellant ouvertement, comme Eskorbuto avec leur idéologie « anti-système », et invitant à rejeter la conception politique nationaliste basque.
Certains commentateurs tendent à minimiser pour leur part l'influence du Mouvement de Libération National Basque (Euskal Herri Askapenerako Mugimendua) sur le rock radical basque, laissant entendre que ces groupes étaient beaucoup plus « hédonistes » que politiques, ce qui ne peut concerner des groupes comme Kortatu ou Negu Gorriak, fers de lance d'un rock revendicatif et identitaire basque assumé.

### Expansion
Pendant et après l'explosion du mouvement au Pays basque, sont apparus d'autres groupes radicaux dans toute la péninsule Ibérique. On y trouve certaines influences du RRV, avec des groupes tels que Reincidentes, Extremoduro, Boikot, Dixebra, etc. Dans les Îles Canaries apparaîtront également des groupes comme Guerrilla Urbana.

## Philosophie
La majorité des textes se caractérisent par une idéologie « anti-système officiel », avec une critique permanente de l'État, la police, la monarchie, l'église, l'armée, etc. La plupart des musiciens venaient de familles qui souffraient de la crise économique, habitaient les quartiers populaires des grandes villes basques plongées dans la reconversion industrielle, favorisant la relation étroite entre la gauche abertzale et le rock radical basque.
Toutefois, certains de ces groupes ne se reconnaissent pas dans le nationalisme basque ou la notion de patrie, davantage influencés par diverses doctrines anarchistes et les idéaux de la mouvance punk. Parmi ceux-ci, un certain nombre de protagonistes du mouvement resteront sur le « carreau », victimes des drogues et du sida, l'héroïne s'étant introduite avec force dans les villes et villages basques avec la complicité active de certaines autorités pour « casser » le mouvement, ce qui provoqua par exemple le feuilleton judiciaire entre le groupe Negu Gorriak, qui dénonçait cette complicité dans la chanson Ustelkeria, et le général de la Gardia Civil Enrique Rodriguez Galindo, qui fut finalement inculpé, condamné à 71 années de prison et incarcéré.
La majorité des chansons étaient composées en castillan mais d'autres en euskara (basque). Quelques groupes comme Kortatu ont entamé leur production en castillan et se sont « basquisés » ensuite, introduisant de plus en plus le basque dans leurs textes.
Le rock radical basque s'avère être une étiquette très vaste et, selon certains avis, s'est transformé en dénomination commerciale parce que chaque groupe exprimant son propre style musical ainsi que sa philosophie, comme la critique sociale et ironique de la Polla Records, l'Anti Todo ou « anti-tout » d'Eskorbuto ou la revendication du fait national basque de Kortatu, il n'en résultait pas de réelle unité du genre.

## Groupes notables
- NB : Certains des groupes qui ont été classés sous cette étiquette la rejettent néanmoins.

- Baldin Bada
- BAP!!
- Barricada
- Cicatriz
- Delirium Tremens
- Des-Kontrol
- Eskorbuto
- Hertzainak
- Jotakie
- Korroskada
- Kortatu
- La Polla Records
- Leize
- M.C.D.
- Negu Gorriak
- Piperrak
- Potato
- RIP
- Skalope
- Tijuana in Blue
- Txorromorro
- Vómito
- Vulpess
- Zarama
- Zer Bizio